# Municipalitatea Alexandroupolis

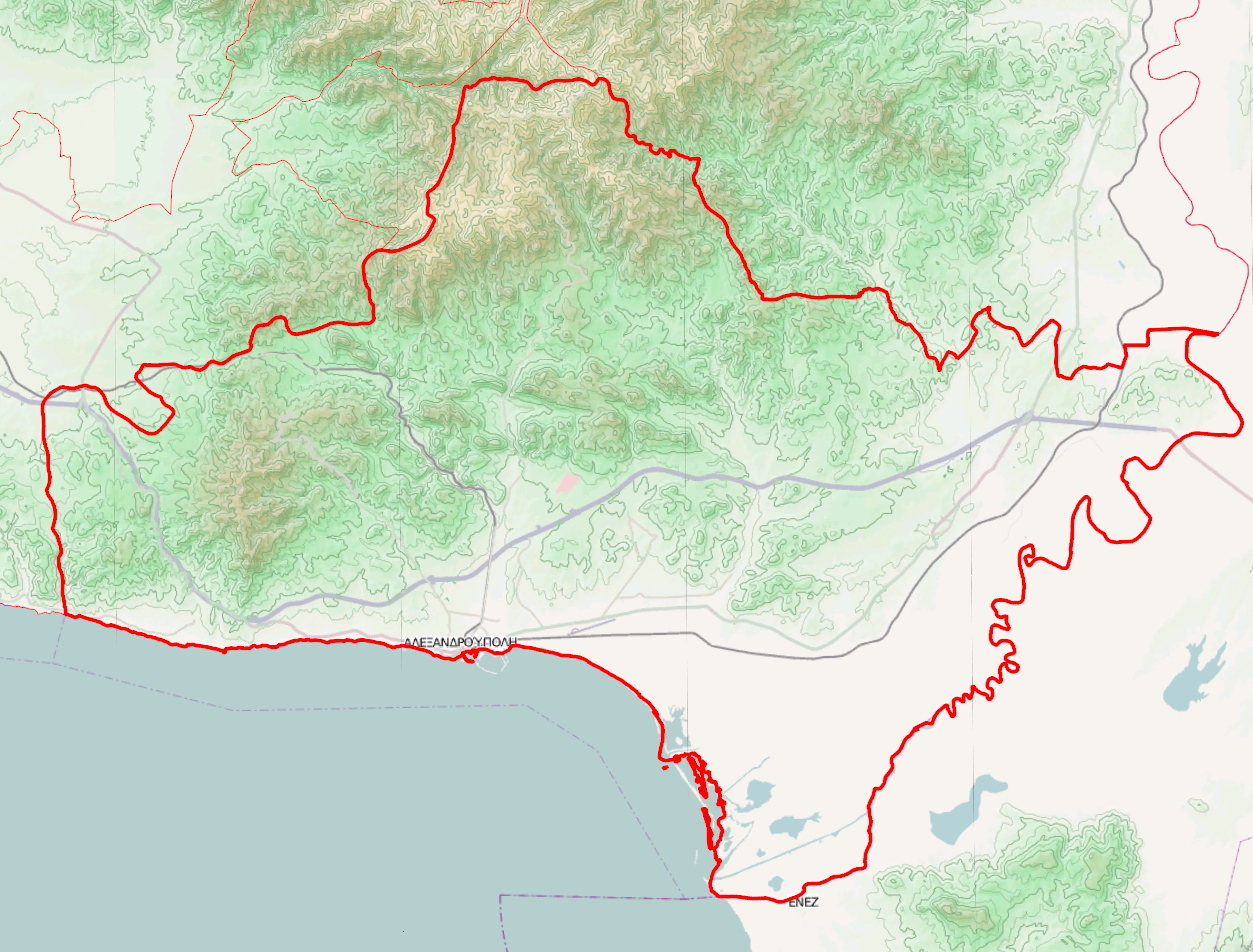
Harta topografică a municipalității Alexandroupolis

Municipalitatea Alexandroupolis este o municipalitate din regiunea Macedoniei de Est și Tracia care a fost înființată în 2011 cu Programul Kallikratis. A rezultat din fuziunea municipalităților preexistente Alexandroupolis, Fera și Traianoupolis. Suprafața municipalității este de 1.217 kmp iar populația sa permanentă este de 71.601 de locuitori conform recensământului din 2021.  Sediul municipalității este orașul Alexandroupoli iar sediul său istoric este orașul Feres .